# IC 3381
IC 3381 је елиптична галаксија у сазвјежђу Дјевица која се налази на листи објеката дубоког неба у Индекс каталогу.
Деклинација објекта је + 11° 47' 22" а ректасцензија 12h 28m 14,8s. Привидна величина (магнитуда) објекта IC 3381 износи 13,4 а фотографска магнитуда 14,4. Налази се на удаљености од 16,473 милиона парсека од Сунца. IC 3381 је још познат и под ознакама UGC 7589, MCG 2-32-74, CGCG 70-106, VCC 1087, PGC 40985.